# 대조국전쟁

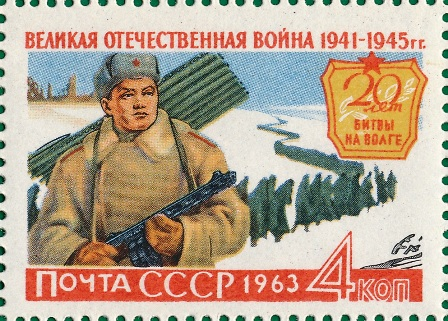
스탈린그라드 전투 20주년 기념 우표

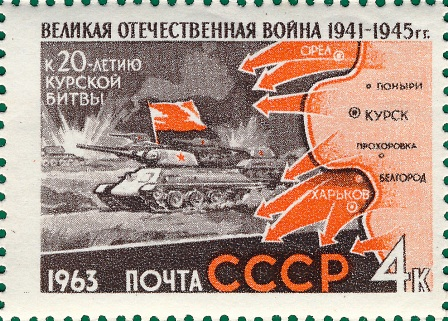
쿠르스크 전투 20주년 기념우표

대조국전쟁(大祖國戰爭, 러시아어: Вели́кая Оте́чественная война́ 벨리카야 오테체스트벤나야 보이나[*], 우크라이나어: Велика Вітчизняна війна 벨리카 비치즈냐나 비나[*], 벨라루스어: Вялікая Айчынная вайна 뱔리카야 아이친나야 바이나, 영어: Great Patriotic War, 문화어: 위대한 조국전쟁)은 몇몇 발트 3국을 제외하고 구소련 국가와 러시아에서 소련과 나치 독일 및 그 동맹국 사이의 전쟁 제2차 세계 대전의 동부 전선의 여러 전선들을 통칭하는 말이다. 1941년 6월 22일부터 1945년 5월 9일까지를 대조국전쟁의 기간으로 보고 있으며 몇몇 학자들은 프라하 공세가 끝난 1945년 5월 11일을 대조국전쟁의 종료일로 보기도 한다.
대조국전쟁이 처음부터 제2차 세계 대전의 동부 전선을 의미하는 것은 아니었으며, 러시아 원정, 제1차 세계 대전의 동부 전선 때에도 이러한 용어는 사용된 바 있다.

## 역사
"조국전쟁"이라는 용어는 나폴레옹 전쟁 당시 프랑스 제1제국이 러시아 제국을 침공했던 러시아 원정 당시 러시아군의 저항을 일컫는 말이었다. 러시아어에서 처음에 "자기 자신이 소유한 땅"을 의미했던 отечественная война라는 용어는 이후 "조국"을 의미하는 단어가 되었고, (заграничная война)라는 단어는 조국을 위한 전쟁, 또는 누군가의 고향에 대한 방어전을 의미하게 되었다. 1812년 러시아 원정도 러시아에서는 (Великая отечественная война)라는 용어로 사용되었다.
제1차 세계 대전 때에는 독일 제국과 오스트리아-헝가리 제국에 맞선 동부 전선을 가리키는 말이었고  러시아 제국에서는 제2차 대조국전쟁(Великая всемирная отечественная война)이라는 표현을 쓰기도 했었다.
대조국전쟁이라는 표현은 1941년 6월 23일 소비에트 신문지인 프라브다에서 다시 등장했는데, 이 때는 바르바로사 작전이 개시된지 하루가 지난 후였다. 이 신문에는 예메리안 야로슬라브스키가 쓴 "소련 인민의 대조국전쟁"(Velikaya Otechestvennaya Voyna Sovetskogo Naroda)이라는 기사가 실렸다. 이후 소련은 1942년 5월 20일 영웅적인 업적을 세운 이들에게 대조국전쟁 훈장이라는 상을 수여하면서 대조국전쟁이라는 용어를 공식적으로 사용했다.

## 사용
구소련 국가 이외의 국가에서는 대조국전쟁이라는 표현을 쓰지 않는다. 무엇보다도 독소 불가침조약이 체결된 이후인 1939년부터 1940년까지의 기간에 독일과 소련이 점령했거나 점령을 시도한 폴란드, 핀란드, 발트 3국, 몰도바와의 전쟁에서는 이러한 표현이 사용되지 않고 있다. 또한 대조국전쟁은 바르바로사 작전이 개시된 이후인 소련-일본 전쟁을 가리키지도 않는다.
구소련 국가 중 2014년까지 우즈베키스탄이 "대조국전쟁"으로 이 날을 부르지 않았고, 5월 9일을 승리의 날로 인정하지 않고 있다. 대신 우즈베키스탄 정부는 5월 9일을 "기념과 영예의 날"이라고 부르며 기념한다. 2014년 이슬람 카리모프는 우즈베키스탄 참전 용사들에게 소련의 복장을 착용하지 말 것을 명령하고 해당 기념일의 규모를 축소했지만, 2016년 이슬람 카리모프의 사망 이후 규모는 회복되었다.

## 같이 보기
- 바르바로사 작전